# Jontlak
Jontlak is een bestuurslaag in het regentschap Centraal-Lombok van de provincie West-Nusa Tenggara, Indonesië. Jontlak telt 5742 inwoners (volkstelling 2010).